# La Porra (revista)
|  | Aquest article tracta sobre La revista satírica La Porra. Vegeu-ne altres significats a «La Porra». |

La Porra: setmanari humorístic radical va ser una publicació satírica que va sortir a Reus l'any 1923.

## Història
Al número 1, i únic, sortit el primer de febrer de 1923, es presenta com una revista no només humorística, sinó també política: "Sortim en mig d'aquest poble, fang brutícia i taca d'aquesta terra nostra. Estem cansats d'aquesta brega i política que domina. Els que's diuen nacionalistes viuen venuts a qualsevol preu i segueixen fent la grandesa de les seves cases de comerç anunciant en llengua estrangera. Els que s'anomenen republicans viuen amb l'oblit d'una unió incerta i desvergonyida! No'ns compraran a cap preu. Sortim a donar […] porrades a tothom. Hem de vindre a vindicar el sentit de la dignitat i la ciutadania massa prostituïda, Sentim la inquietud i la rebeldia i no ens conformem amb la marca dels anyells i estem cansats de "Seny i tolerància". Prou seny; més acció, acció i dignitat, que se'ns han passejat massa, des de les tribunes polítiques, amb la bandera nostra"
La Porra, en tots els articles d'aquest número, traspua un nacionalisme radical. Es desmarca de vinculacions amb cap partit polític local, i critica durament al Foment Nacionalista Republicà, retraient-li la poca valentia davant dels lerrouxistes. Els atacs personalitzats es dirigien bàsicament als membres de la Lliga, que mantenien actituds contradictòries amb allò que predicaven. Per exemple, a la pàgina 2 parla de Josep Sabater, important comerciant local: "El senyor Sabater, al qual hem sentit en termes estridents en diades de la llengua catalana, fa tot el comerç en castellà, tan sols exporta "Productos de España" amb els nous mercats amb la "roja y gualda". Vaja! és un farsant! i un "perfecto" regionalista".
El director era Carles Torrell Badia i els redactors de quasi tot el número van ser Miquel Serra i Pàmies i Salvador Torrell i Eulàlia. Tenia 4 pàgines de 32 X 22 cm, s'imprimia a la Impremta de J. Vila Sugranyes i valia 10 cèntims.

## Localització
- Biblioteca Central Xavier Amorós. Reus.[3]
- Biblioteca del Centre de Lectura de Reus i Biblioteca de Catalunya.[4]